# Zbrodnia w Mniszku
Zbrodnia w Mniszku – zbiorowe egzekucje przeprowadzane przez Niemców w kompleksie lasów na północny wschód od Świecia, w pobliżu miejscowości Mniszek i Grupa. Oblicza się, że w latach okupacji niemieckiej zamordowano tam blisko 10 000 osób – przedstawicieli polskiej elity politycznej, gospodarczej i intelektualnej; pacjentów szpitala psychiatrycznego w Świeciu; Żydów; jeńców wojennych różnych narodowości oraz członków ruchu oporu. Większość ofiar zbrodni w Mniszku zginęła podczas masowych egzekucji dokonywanych przez niemiecki Selbstschutz w pierwszych miesiącach wojny (październik 1939 – kwiecień 1940). Mniszek jest drugim, po Piaśnicy, największym cmentarzem ofiar nazistowskiego ludobójstwa na Pomorzu.

## Przejęcie władzy przez Selbstschutz

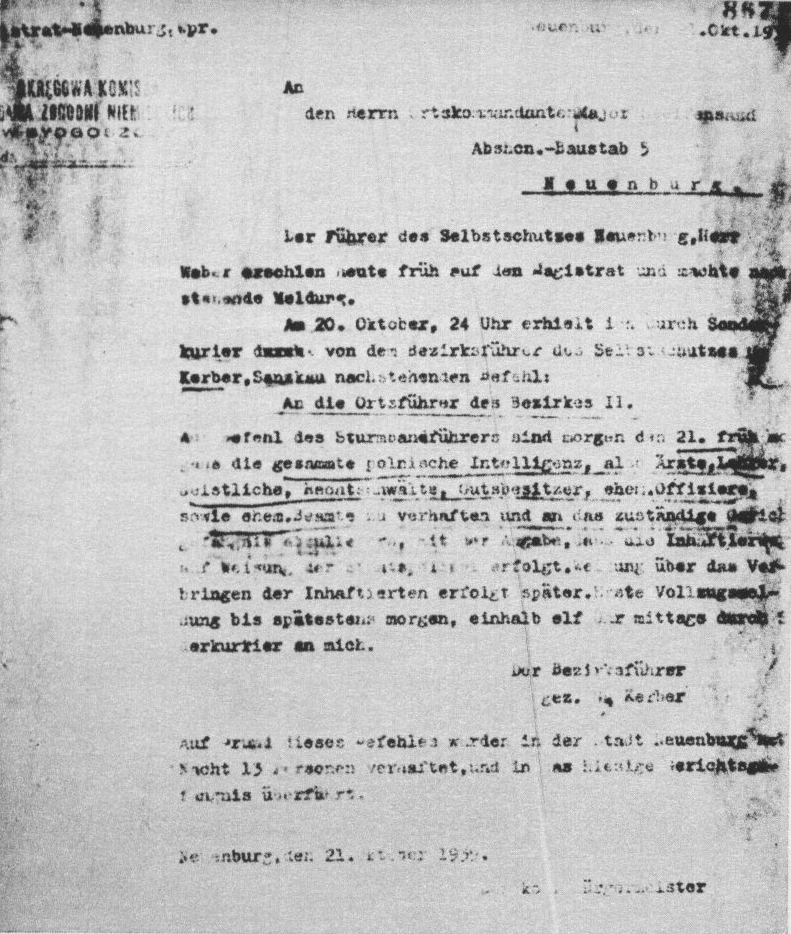
Rozkaz aresztowania polskiej inteligencji w Nowem nad Wisłą, wydany przez powiatowego dowódcę Selbstschutzu

Świecie zostało zajęte przez Wehrmacht już 3 września 1939. W okupowanym mieście szybko zainstalowały się organy niemieckich władz policyjnych, państwowych i partyjnych. Początkowo władzę w Świeciu sprawowała wojskowa komendantura, którą kierował porucznik Niggemann. Wkrótce jednak funkcję landrata powiatu świeckiego i kierownika powiatowej organizacji partyjnej objął przysłany z Gdańska Max Rampf – protegowany gdańskiego gauleitera NSDAP Forstera – podczas gdy stanowisko burmistrza przypadło miejscowemu Niemcowi, Fritzowi Kuchenbeckerowi. Jednocześnie SS-Sturmbannführer Teetzmann przystąpił do tworzenia pierwszych struktur Selbstschutzu – paramilitarnej formacji złożonej z przedstawicieli niemieckiej mniejszości narodowej, zamieszkującej przedwojenne terytorium Rzeczypospolitej. Wkrótce na stanowisku dowódcy Selbstschutzu w powiecie świeckim (Bezirkselbstschutzführer) zastąpił go jednak Hans Joachim Modrow, właściciel majątku ziemskiego Jastrzębie. Z kolei Herbert Sattelmeyer (z zawodu dentysta) objął funkcję dowódcy placówki Selbstschutzu w Świeciu.
Niezwłocznie rozpoczęły się aresztowania Polaków, których ofiarą padli przede wszystkim przedstawiciele lokalnych elit politycznych, intelektualnych i ekonomicznych, lecz również osoby do których członkowie Selbstschutzu żywili po prostu osobiste urazy bądź pretensje. Był to zresztą jedynie element szeroko zakrojonych działań eksterminacyjnych, realizowanych przez Niemców na całym Pomorzu w ramach tzw. akcji „Inteligencja”. 9 września na wezwanie władz niemieckich około 200 Polaków stawiło się na świeckim rynku – rzekomo celem rejestracji i skierowania do pracy. Wszyscy zostali aresztowani i zamknięci w więzieniu sądowym. Taki sam los zgotowano wszystkim uciekinierom, powracającym z tułaczki wojennej. Ponadto przeprowadzano kolejne aresztowania w na terenie miasta i powiatu. Polacy aresztowani w ramach Intelligenzaktion byli osadzani w: celach więzienia sądowego w Świeciu, pustych pawilonach świeckiego szpitala psychiatrycznego, budynkach gorzelni w Luszkówku, celach więzienia w Nowem nad Wisłą oraz w budynkach zakładu misyjnego księży werbistów w Górnej Grupie. W każdym z tych miejsc aresztanci byli przetrzymywani w fatalnych warunkach oraz poddawani rozmaitym torturom i szykanom.
Więzienie w Świeciu szybko zostało zapełnione. W celach mogących pomieścić najwyżej 120 osób już we wrześniu 1939 znalazło się 339 więźniów. W tej sytuacji Niemcy zwolnili niektórych aresztowanych, większość zaś przeznaczyli do rozstrzelania. O losie uwięzionych Polaków decydował niemiecki Volksgericht (sąd ludowy) pod przewodnictwem nieznanego sędziego z Gdańska, w którego skład wchodziło kilkudziesięciu miejscowych volksdeutschów.
Pierwsze zbiorowe egzekucje w Świeciu Selbstschutz przeprowadził w dniach 7 – 8 października 1939. Na cmentarzu żydowskim przy ulicy Polnej 3 rozstrzelano wówczas od 60 do 95 Polaków i Żydów, w tym kobiety i dzieci w wieku 3-8 lat. Zgodnie z zeznaniami złożonymi przez świadków zbrodni (żołnierzy Wehrmachtu) skazańcom rozkazywano kłaść się we wnętrzu przygotowanych uprzednio mogił, po czym mordowano ich strzałem w tył głowy. Egzekucją kierował osobiście szef bydgoskiego Selbstschutzu Josef Meier („krwawy Meier”). Na dzień przed pierwszą egzekucją Świecie było wizytowane przez gdańskiego gauleitera NSDAP, Alberta Forstera, który podczas wiecu dla volksdeutschów wezwał wszystkich miejscowych Niemców do bezwzględnego wykonywania zarządzeń – „choćby się musieli po szyje kąpać we krwi”.

## Egzekucje w Mniszku – Grupie

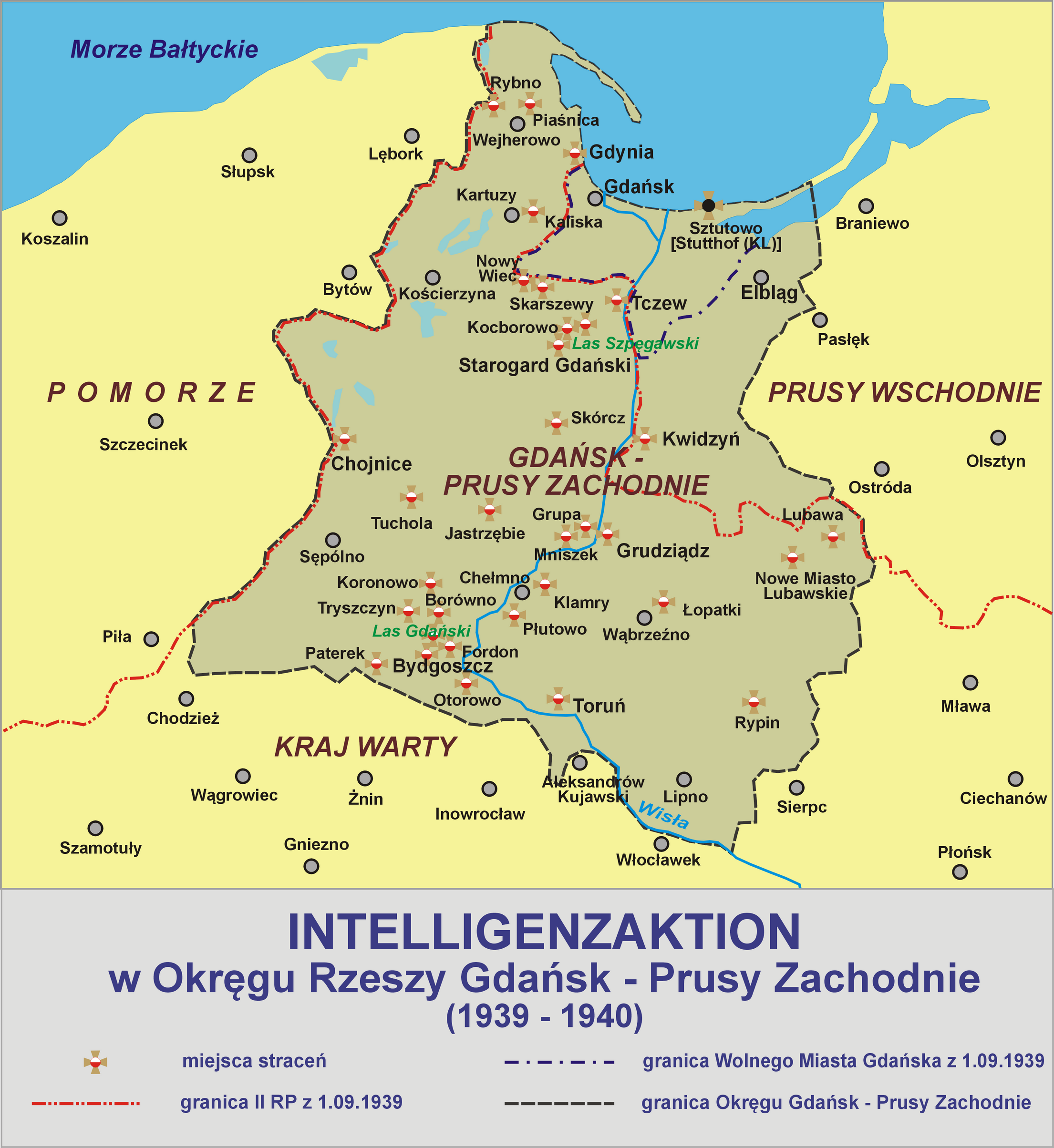

Jako miejsce egzekucji Niemcy wybrali kompleks lasów w pobliżu miejscowości Mniszek i Grupa, położony na odludziu około 15 kilometrów na północny wschód od Świecia. W Mniszku mordów dokonywano na terenie dawnej żwirowni, w Grupie natomiast – na terenie pobliskiego poligonu wojskowego, wykorzystywanego przed wojną przez wojsko polskie.
Masowe egzekucje w Mniszku-Grupie rozpoczęły się w październiku 1939. Jako pierwszych rozstrzelano tam internowanych Polaków z więzienia w Świeciu oraz ponad 1000 pacjentów tamtejszego Zakładu Psychiatrycznego (spośród 1700), których począwszy od 15 października mordowano w ramach słynnej Akcji T4. Chorych wywożono ze szpitala około tygodnia, partiami po 60 osób, aplikując im na drogę środki uspokajające oraz ubierając w odzież gorszej jakości. Na miejscu spychano ich trójkami lub czwórkami do wykopanych wcześniej dołów, po czym rozstrzeliwano. Zamordowanych chowano we wspólnych mogiłach, przy kopaniu których zatrudnieni byli mieszkańcy okolicznych wsi. Wśród ofiar znajdowało się 120 dzieci, które wywieziono na egzekucję pod pozorem odbycia wycieczki.

„Niemcy prowadząc je do dwóch autobusów zapowiedzieli im, że pojadą na wycieczkę. W lesie strzelano do rozbieganych między drzewami dzieci jak do zwierzyny, a potem martwe ciała rzucono do dołu”

Zamordowano również dyrektora szpitala, doktora Józefa Bednarza, który nie skorzystał z możliwości ucieczki i towarzyszył swym pacjentom do samego końca. Egzekucji dokonywał oddział Selbstschutzu składający się z 30 ludzi, na czele którego stał niejaki Rost – właściciel browaru ze Świecia. W mordowaniu chorych uczestniczyli ponadto SS-mani z oddziału Kurta Eimanna, który odegrał również znaczącą rolę podczas akcji eksterminacyjnej w Piaśnicy i Lesie Szpęgawskim. Wehrmacht dostarczył pojazdy i kierowców, którzy przewozili ofiary na miejsce straceń.
Pozostałych pacjentów Zakładu Psychiatrycznego w Świeciu wywieziono do szpitala psychiatrycznego w Kocborowie, a następnie zamordowano w Lesie Szpęgawskim. W opróżnionym w ten sposób szpitalu urządzono prowizoryczne więzienie, z którego wysyłano później na śmierć w Mniszku polskich więźniów politycznych.
Masowe egzekucje trwały do końca kwietnia 1940. Do Mniszka masowo zwożono i mordowano przedstawicieli polskiej inteligencji oraz członków elity politycznej i gospodarczej z ówczesnych powiatów: świeckiego, bydgoskiego, chełmińskiego, grudziądzkiego i starogardzkiego. Wśród zabitych było m.in. 17 rzymskokatolickich księży ze Świecia i okolic oraz ok. 100 grudziądzkich Żydów. Obok mężczyzn, w Mniszku-Grupie mordowano także kobiety i dzieci (głównie narodowości żydowskiej).
Po wojnie świadkowie zeznawali, że kolumny samochodów wypełnionych skazańcami (którym towarzyszyły motocykle przewożące eskortę oraz członków plutonu egzekucyjnego) przybywały do Mniszka średnio co trzy dni – w ilości od 5 do 10 ciężarówek. Zdarzało się jednak, że ciężarówki i autobusy ze skazańcami przyjeżdżały na miejsce straceń nawet trzy razy dziennie. Skazańców przywożono głównie z więzień i obozów dla internowanych w Świeciu, Grudziądzu lub Nowem nad Wisłą. Na miejscu spędzano więźniów do przygotowanych uprzednio grobów i tam mordowano strzałem w tył głowy lub ogniem broni maszynowej. Rozstrzeliwania zaczynały się z reguły o godzinie 18:00 a kończyły się ok. godziny 24:00. Egzekucji w żwirowni w Mniszku dokonywano przez plutony egzekucyjne, często w świetle niemieckich samochodów – tych samych którymi przywożono skazańców. Ofiary zdradzające oznaki życia dobijano łopatami, kijami, czasem zakopywano żywcem. Skazańców, którzy próbowali stawiać opór wieszano, o czym świadczą zachowane do dziś fragmenty prowizorycznej szubienicy. Aby uniemożliwić niepowołanym osobom wstęp do lasów, w których odbywały się egzekucje, Niemcy wystawili warty oraz tablice z ostrzeżeniem: „kto przekroczy tę granicę, zostanie bez uprzedzenia zastrzelony”.
Nie wszyscy spośród więźniów przywiezionych do Mniszka na egzekucję ponieśli śmierć. Ocalał m.in. 19-letni Jan Plieth, który lekko raniony zdołał wygrzebać się nocą spod zwału trupów, czy też Stefan Ligierski, któremu udało się uciec kiedy niespodziewanie zgasły reflektory samochodu oświetlające miejsce egzekucji. Po tych incydentach Niemcy nie przeprowadzali już w Mniszku masowych egzekucji, starając się rozstrzeliwać jednorazowo nie więcej jak 5-6 skazańców.
Od wiosny 1940 tempo akcji eksterminacyjnej wyraźnie spadło. Niemcy dość pobieżnie zamaskowali ślady zbrodni i przez dłuższy czas nie starali się nawet pilnować miejsca straceń. Egzekucje w lasach koło Mniszka – Grupy odbywały się jednak aż do ostatnich dni niemieckiej okupacji.
W połowie 1944, w związku ze zbliżaniem się Armii Czerwonej, Niemcy podjęli próbę zatarcia śladów zbrodni. Do pracy przy odkopywaniu i paleniu zwłok zmusili specjalnie sprowadzoną w tym celu grupę radzieckich jeńców wojennych, których po sześciu tygodniach również zamordowano w Mniszku. Po wojnie, w roku 1945, lecz także w 1946, miejscowa ludność odnajdywała w Mniszku i okolicach liczne rozkładające się zwłoki oraz wiele śladów palenia ciał. Zidentyfikowano jedynie 312 ofiar zbrodni, spośród tych, których ciała udało się odnaleźć.
Łącznie w Mniszku – Górnej Grupie zamordowano około 10 tysięcy ludzi – obywateli Polski i innych krajów. Mniszek jest obok Piaśnicy (12–14 tysięcy ofiar) i Lasu Szpęgawskiego (5–7 tys. ofiar) największym cmentarzem ofiar hitlerowskiego ludobójstwa na Pomorzu.

## Po wojnie

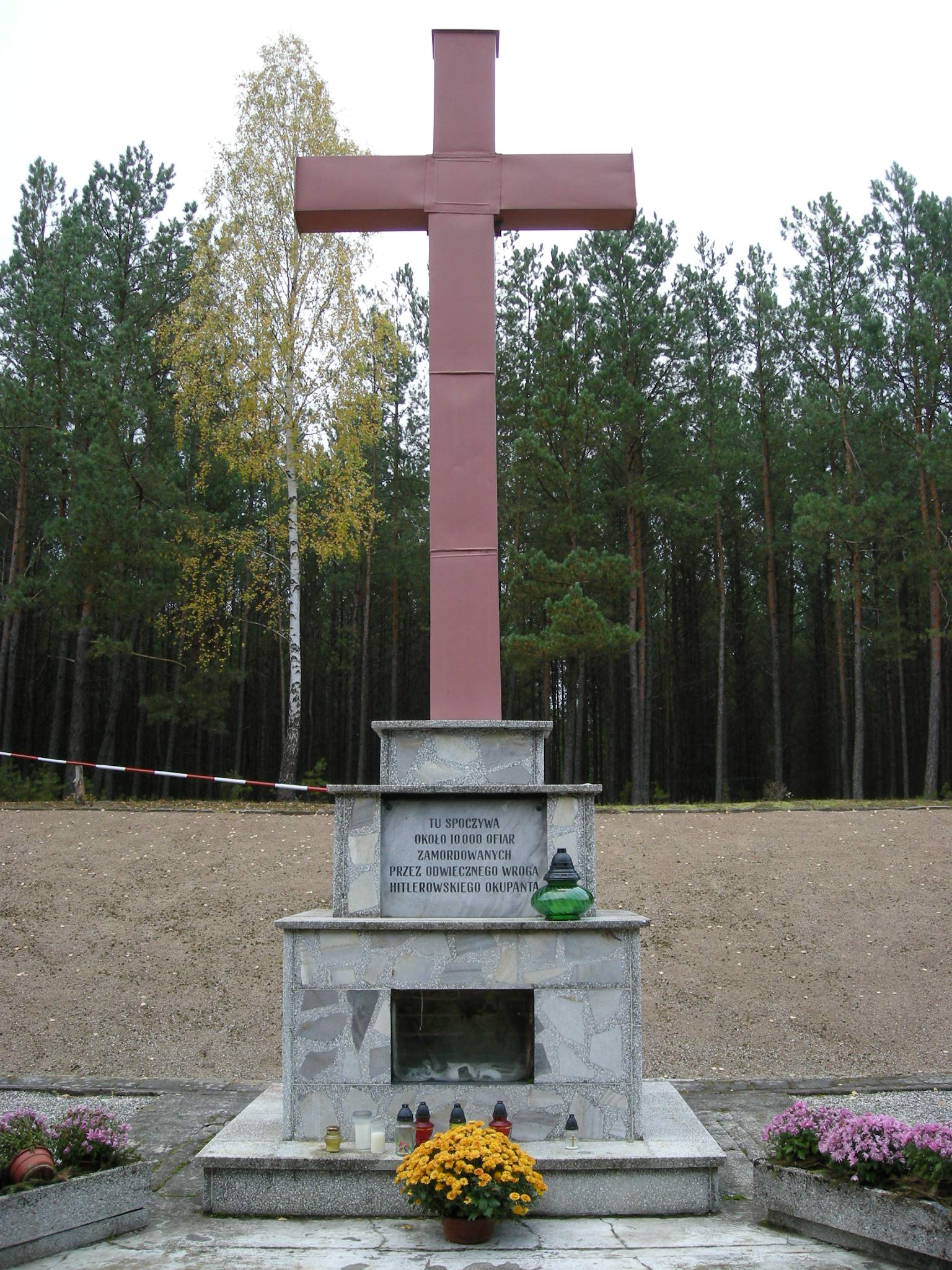
Krzyż z tablicą pamiątkową oraz szczątkami ofiar

Po zakończeniu działań wojennych Główna Komisja Badania Zbrodni Niemieckich w Polsce wszczęła śledztwo w sprawie zbrodni ludobójstwa w powiecie świeckim. Na śmierć zostali skazani: Kusch – morderca wielu Polaków, dr Leon Kuchanny – przedwojenny dyrektor gimnazjum w Świeciu, Ernst Papendick, właściciel fabryki maszyn w Orzechowie.
Ponadto odpowiedzialność karną za zbrodnie popełnione m.in. w Mniszku poniósł Albert Forster, gauleiter NSDAP i namiestnik Trzeciej Rzeszy w Okręgu Gdańsk – Prusy Zachodnie, którego Najwyższy Trybunał Narodowy w Gdańsku skazał w 1948 za zbrodnie popełnione w latach 1939 – 1945 na karę śmierci. Wyrok wykonano 28 lutego 1952 w więzieniu mokotowskim. Również Richard Hildebrandt – Wyższy Dowódca SS i Policji na Pomorzu – został przez sąd polski w Bydgoszczy skazany na karę śmierci. Wyrok wykonano 10 marca 1951.
Wielu zbrodniarzy uniknęło jednak kary. Spośród 11 członków miejscowego Selbstschutzu, których nazwiska udało się ustalić, nie osądzono żadnego. Kilku poległo na froncie, inni zbiegli lub dostali się do niewoli i słuch o nich zaginął. Franz Domke – sołtys Nowych Krąplewic i komendant Selbstschutzu w powiecie świeckim przeżył wojnę. W styczniu 1948 Polska wystąpiła z wnioskiem o ekstradycję ściganego. Rok później wszystkie ekstradycje zostały jednak zawieszone, a Franz Domke nigdy nie został ukarany.
14 września 1947 na dawnym żwirowisku odbył się symboliczny pogrzeb ofiar niemieckiego terroru. Odsłonięto również pomnik pomordowanych. W ciągu następnych lat miejsce zbrodni na dawnym żwirowisku uporządkowano, nadając mu formę jednej wielkiej mogiły w kształcie trapezu przypominającego trumnę. Centralnym elementem mogiły jest wysoki betonowy krzyż, u podstawy którego znajduje się gablota z fragmentami kości i przedmiotów odnalezionych w grobie. Wzdłuż całej mogiły po jej obu stronach rozlokowano 12 bloków kamiennych, z których każdy poświęcony jest innej grupie ofiar. Niedaleko znajdują się ponadto pozostałości po używanej przez katów szubienicy.